# 生祀
生祀（せいし）とは、存命中の人間の霊を祀ること。生祠ともいう。功績があった存命中の他者の霊を祀る場合と、自己の霊魂を祀る場合とがある。

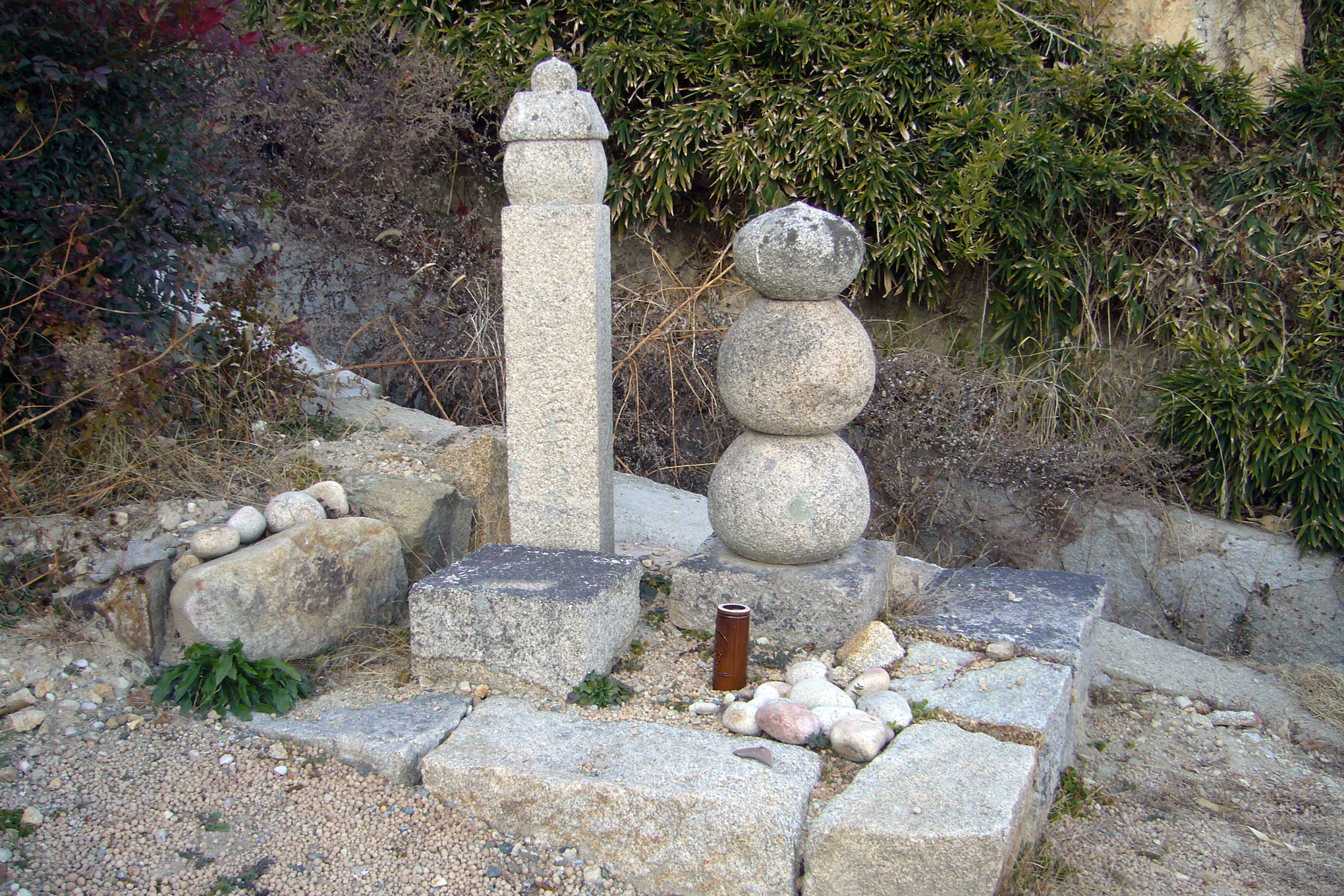
平賀源内生祠（広島県福山市鞆町）

## 概略

### 中国における生祠
前漢の欒布が燕の丞相であった時、燕と斉の間にその社を立てて、「欒公社」と呼んだ。また石慶が斉の丞相であった時、斉人は「石相祠」を建てた。これが生祠の始まりである
唐代では、現任の官員が碑や祠を建てることに一定の制限があった。『唐律疏義』によればみだりに生祠や德政碑を建てたものは、「諸在官長吏實無政跡輒立碑者、徒一年（官吏で功績がないのに石碑を建てたものは、徒罪一年）」と徒罪一年の処分を受けなければならなかった。。『日知録』では、唐は「當日碑祠之難得」と称し、石碑や祠を建てることが難しかったと語る。
明代では、滕州市の百姓が、当地で清廉な政治を行い燕京に赴任することになった趙邦清を記念して、生祠を作ったところ、「黃童白叟、羅而拜之（子供から年寄りまで、列をなして拝んだ）」という。
明の天啓帝の時代、宦官の司禮監秉筆太監であった魏忠賢は自ら政治を行って天下を支配し、媚びへつらうものや権勢を畏れるものは彼のために生祠を立てた。天啓七年（1627年）五月、国子監生の陸万齢は、「孔子は『春秋』を作り、忠賢は『要典』を作った。孔子は少正卯を誅し、忠賢は東林を誅した」ため魏忠賢は孔子と並び論じられるべきであると上書した。天啓七年四月、袁崇煥と兵部尚書の閻鳴泰は上奏して、魏忠賢の功德を讃え、前屯の両地に魏忠賢のため生祠を立てることを求めた。その後、魏忠賢の生祠は「天下にあまねく」、「祠ごとの費用は多くて数十万少くても数万を費やし」、「民の財を奪い、公けの金庫を侵し，伐られた樹木は数え切れない」という。黄運泰がを生祠作り塑像を迎えた時には「五拜三稽首」し、「文武の将吏を率いて階段の下に整列し、始めのごとく拝礼した」という。
顧炎武が嘆いていうには「今の代には生祠を建てない官はいない。そして任を去ってから幾年も経たずにその像を壊し、その主人を替える。」という。

### 日本における生祠
自己の霊魂を祀る生祀は、長命を得るため、あるいは死後に神となるために行われた。大国主命が自らの奇魂・幸魂を三諸山（三輪山）に祀った故事に由来するとされる。
自己の霊魂を祀った生祀の文献上で最も古い事例は、平安時代の923年、伊勢神宮の外宮の神官であった松木春彦（824年 - 924年）が、伊勢度会郡尾部で、石に自己の霊魂を鎮め、祀ったことである。江戸時代、松平定信が1797年、奥州白河城に自分の生祀を成立した例がある。生祀は江戸時代に増えたが、それは中国思想の影響であろうという。江戸時代に、山崎闇斎が儒教の礼式を参考に祭式を考案し、自らの霊魂を祀った。その生祀は1671年、京都の自邸の垂加霊社に成立したものである。これ以後も、神道家や平田派の国学者によって、それぞれ独自の祭式で自己の霊魂を祀った。
生祀の研究は加藤玄智（1873年 - 1965年）が有名である。加藤によれば判明している生祀は670あり、新しい生祀は1931年8月、北海道日高国浦河町に祀られた西忠義(西義一の父。)のものである。
明治天皇の生祀は1876年（明治9年）宮城県石巻港に、1893年（明治26年）上伊那郡小野村の矢彦神社境内に、建立された。明治天皇、昭憲皇太后の生祀は1887年（明治20年）および1904年（明治37年）に2箇所に、大正天皇の生祀は1911年（明治44年）北海道日高国門別村に、貞明皇后の生祀は1913年（大正2年）広島県広瀬町に、秩父宮雍仁親王、高松宮宣仁親王の生祀は1924年（大正13年）姫路市同心町に成立した。
昭和天皇の生祀は1923年（大正12年）北海道十勝国本別村義経山上に、昭和天皇、香淳皇后の生祀は1928年（昭和3年）広島市広瀬町に成立した。